# Lamine Touré (danseur)
Pour les articles homonymes, voir Lamine Touré et Touré.
Lamine Touré est un danseur et chorégraphe des ballets nationaux de Guinée, fondateur du club Balattou à Montréal et du Festival international Nuits d'Afrique. Il a reçu le titre de chevalier de l’Ordre du Québec en 2013.